# Hoříněvská bažantnice
Hoříněvská bažantnice je přírodní rezervace na jižním okraji obce Hořiněves v okrese Hradec Králové. Chráněné území je ve správě Krajského úřadu Královéhradeckého kraje.

## Předmět ochrany
Důvodem ochrany je dubina do 200 let s habrem, javorem a olší.

## Galerie

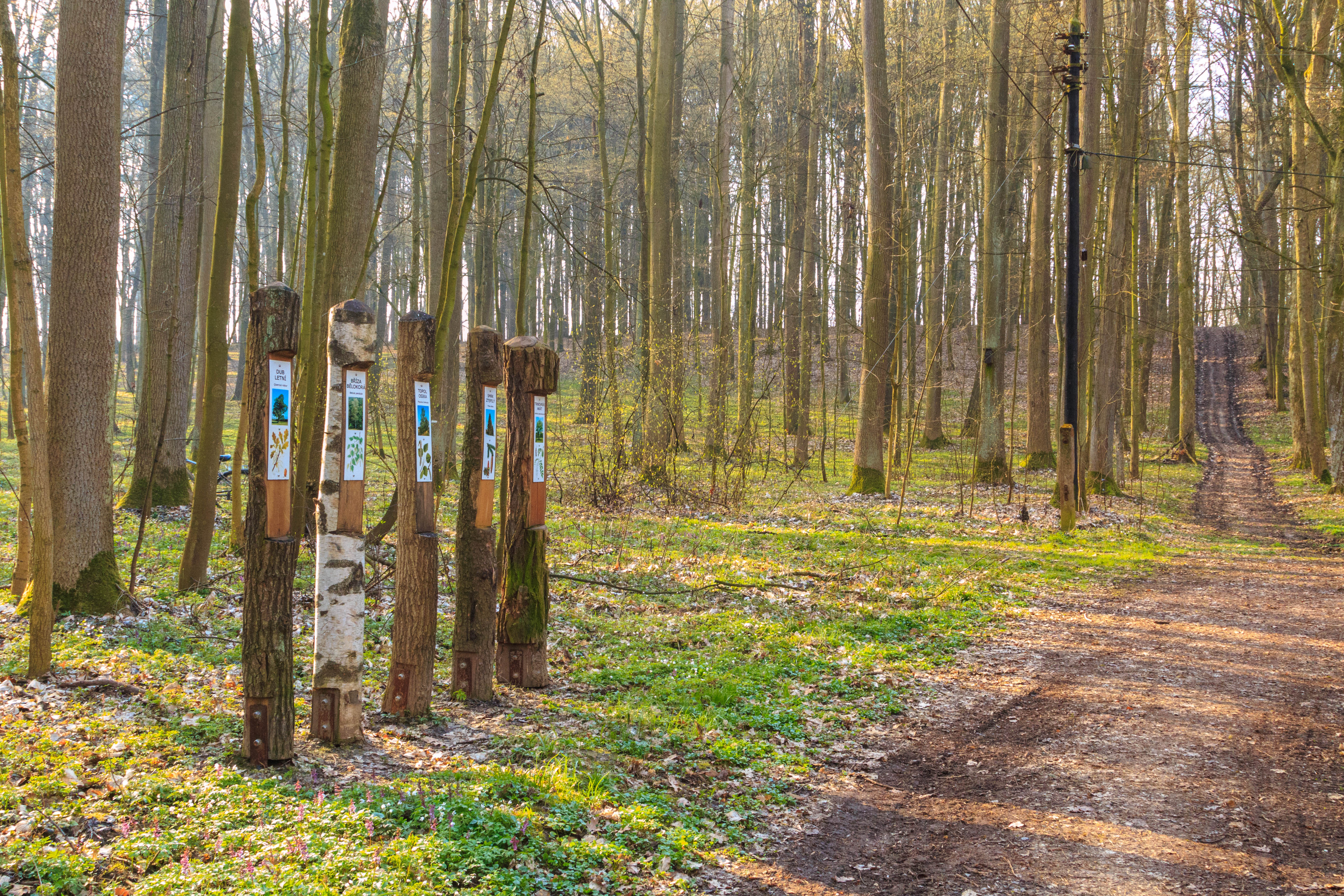
Naučná stezka
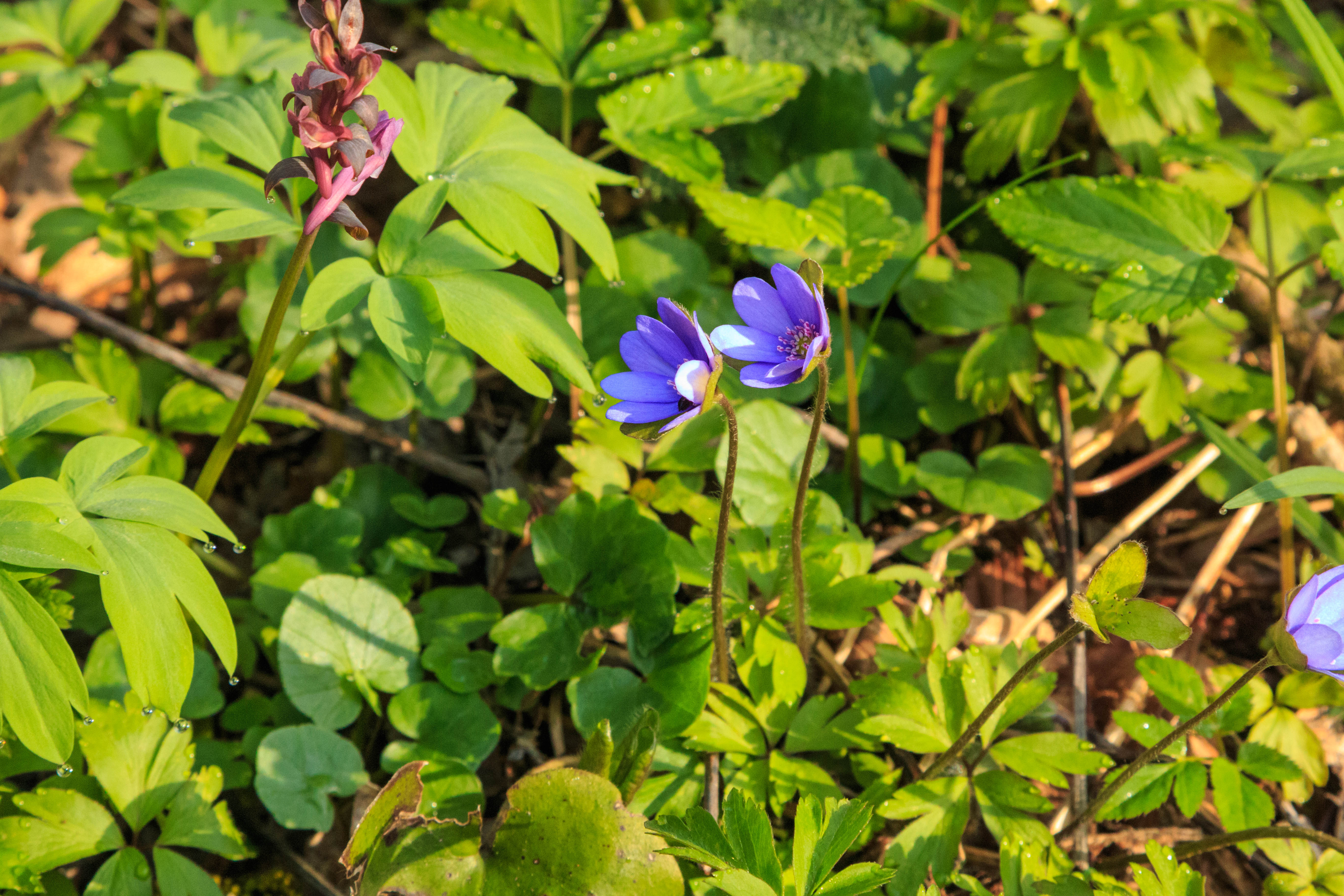
Jarní květy – dymnivky a podléšky
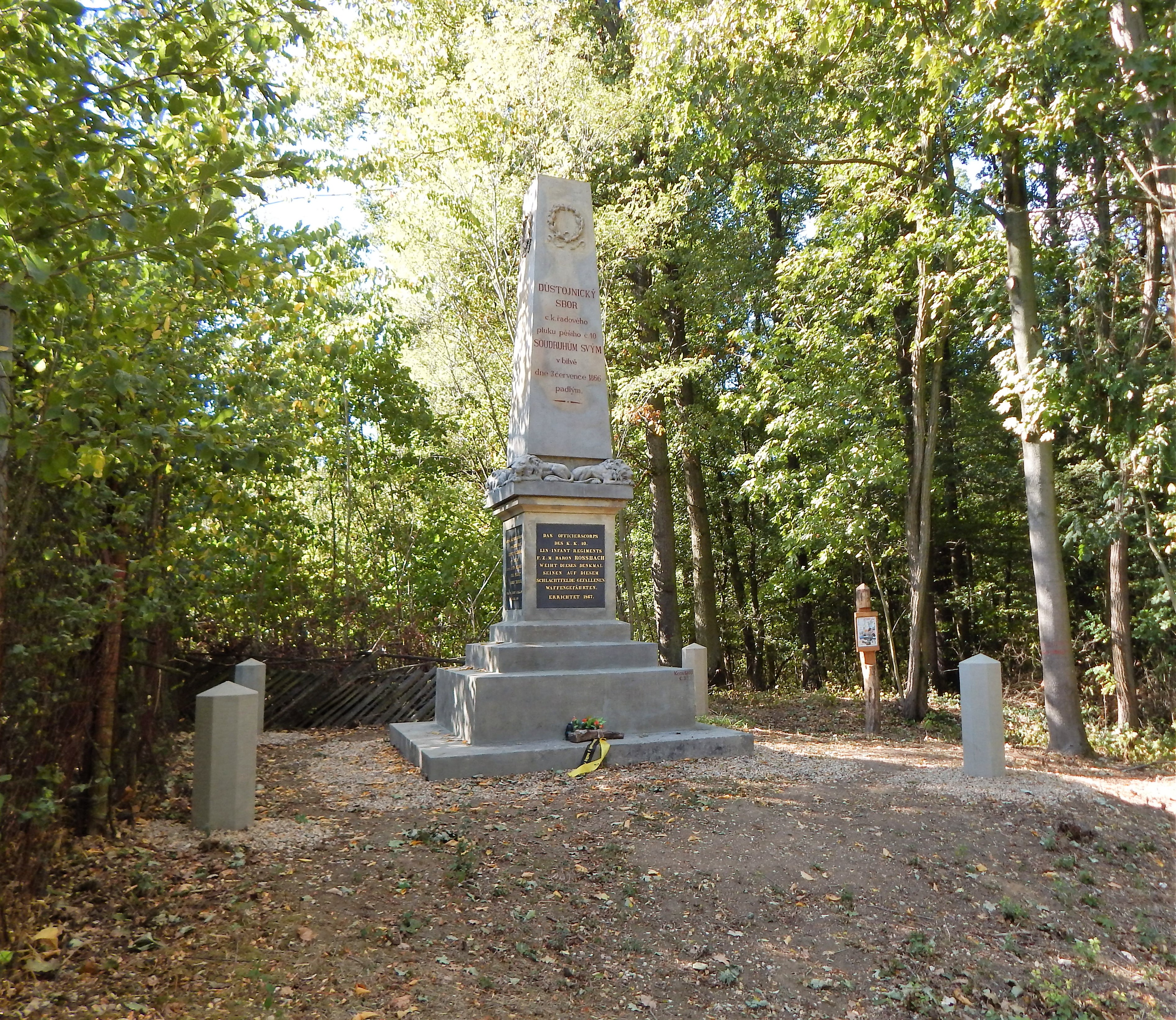
Pomník rakouského 40. pěšího pluku
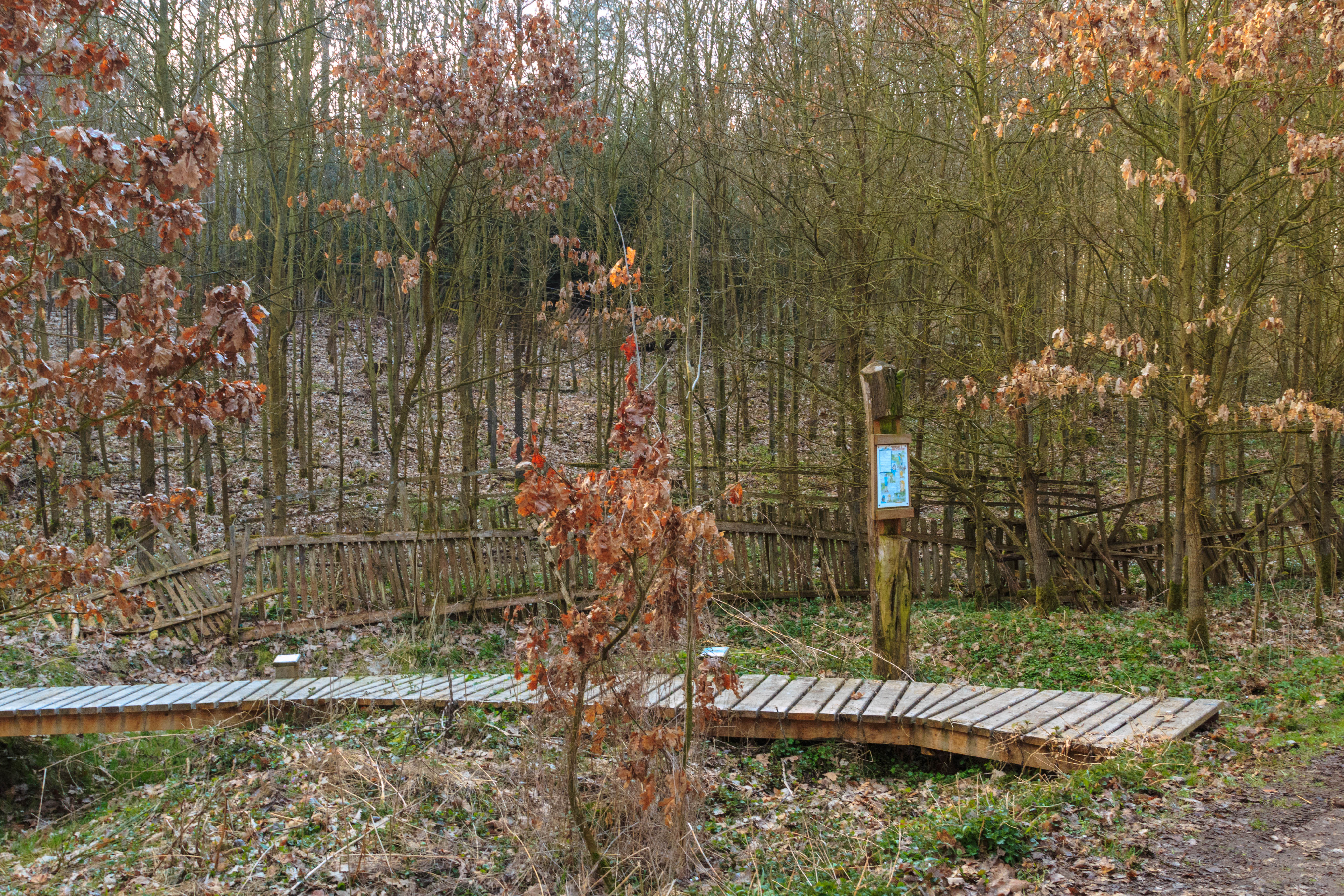
Chodník v přírodní rezervaci